# NK Končar Zagreb
Nogometni klub "Končar", odnosno "Končar" je bio nogometni klub iz Zagreba. 

## O klubu
Nogometna sekcija športskog društva sindikata radnika tvornice "Rade Končar" je djelovala od 1947. godine, a nogometni klub je osnovan 1950. godine pod nazivom "Rade Končar", pod kojim djeluje do 1. prosinca 1954., kada mijenja naziv u "Elektrostroj". Kao "Elektrostroj", klub je postigao svoje najveće uspjehe – igranje u Drugoj saveznoj ligi i plasman u četvrtzavršnicu Kupa maršala Tita u sezoni 1959./60. 
 
Od 1969. do 1994. godine klub djeluje pod nazivom "Končar". Godine 1994. se spaja s klubom Zelengaj u klub naziva "Svjetlovod". Godine 1995. klub mijenja naziv u "Zelengaj Svjetlost", te seli na Zelengajevo igralište Hrelić, te se to može smatrati krajem "Končara" kao kluba. 
 
Nekoliko godina potom je na Končarevom igralištu je djelovao klub naziva "Pongračevo", ali samo s mlađim uzrastima.

## Uspjesi
1. razred Zagrebačkog podsaveza
- 1952./53.

Zagrebačka liga
- 1955./56.

1. Zagrebačka liga
- 1978./79.

Kup Zagrebačkog nogometnog saveza
- 1980.

Amatersko juniorsko prvenstvo Hrvatske
- 1967., 1969.

## Poznati igrači
- Stipe Brnas
- Ivica Gričar
- Zlatko Škorić

## Poznati dužnosnici
- Slavko Šajber
- Dragutin Tkalčec

## Poveznice
- NK Zelengaj Zagreb